# Xylota abosa
Xylota abosa är en tvåvingeart som beskrevs av Seguy 1948. Xylota abosa ingår i släktet vedblomflugor, och familjen blomflugor.
Artens utbredningsområde är Laos. Inga underarter finns listade i Catalogue of Life.